# Gleditschia

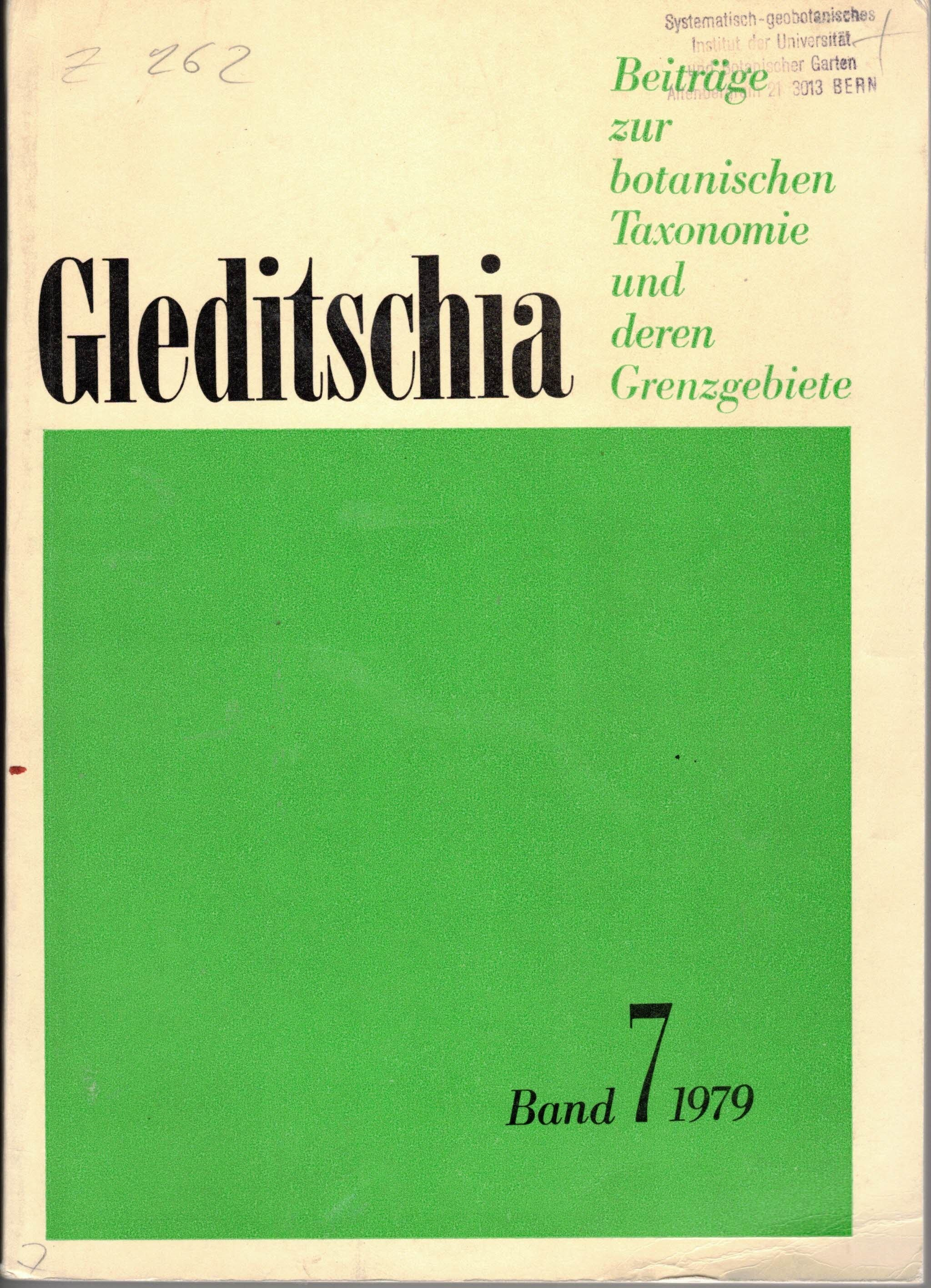
Titelblatt des siebten Bandes der Gleditschia, erschienen im Jahr 1979

Die Gleditschia (Untertitel: Beiträge zur botanischen Taxonomie und deren Grenzgebiete) war eine botanische Fachzeitschrift, die zwischen 1973 und 2001 vom Bereich Botanik und Arboretum des Museums für Naturkunde der Humboldt-Universität zu Berlin herausgegeben wurde. In ihren Artikeln deckte sie hauptsächlich die Gebiete der heutigen deutschen Bundesländer Berlin, Brandenburg und den nördlichen Teil Sachsen-Anhalts ab.

## Namensgebung
Benannt war die Zeitschrift nach der sommergrünen Laubbaumgattung der Gleditschien (lat.: Gleditsia), die ihrerseits zu Ehren des Botanikers Johann Gottlieb Gleditsch (1714–1786) benannt wurde. Andere Beispiele für diese insbesondere in der Botanik verbreitete Tradition der Namensgebung von Periodika sind beispielsweise die Zeitschriften Bonplandia (gegründet 1853), Watsonia (1949), Bauhinia (1953), Nuytsia (1970), Tuexenia (1981), Bradleya (1983), Haussknechtia (1984), Schumannia (1994), Strelitzia (1994), Turczaninowia (1998), Neilreichia (2001) und Kochia (2006).

## Beschreibung und Historie
Treibende Kraft hinter der Zeitschrift war Wolf-Dieter Benkert (1933–2022). Als wissenschaftlicher Mitarbeiter am Berliner Museum für Naturkunde war er seit 1968 damit betraut, eine flächendeckende Kartierung der Gefäßpflanzen in den damaligen DDR-Bezirken Potsdam, Frankfurt (Oder), Cottbus, Ost-Berlin sowie in der Altmark durchzuführen. Dazu konnte er zahlreiche ehrenamtliche Mitarbeiter gewinnen und erkannte rasch, dass es eines adäquaten Publikationsorgans für die Forschungsergebnisse bedurfte.
Die erste Ausgabe der Gleditschia erschien daraufhin am 19. September 1973 und wurde von Benkert zusammen mit Walter Vent (1920–2008) und Günther Natho (1930–2010) redigiert. Zunächst erschien ein Band pro Jahr; ab 1984 konnten jährlich zwei Bände publiziert werden. Die Zeitschrift verstand sich als Medium für Beiträge über die Flora und ihre vielfältigen Wechselbeziehungen mit der Umwelt, wobei man großen Wert auf die Kooperation mit Vertretern anderer wissenschaftlicher Fachgebiete legte. Den Ergebnissen der ehrenamtlichen Gebietsbearbeiter im Rahmen der floristischen Kartierung wurde ebenso Platz eingeräumt wie Publikationen, die Grundlagen in Hinblick auf die Umsetzung des 1970 verabschiedeten fortschrittlichen Landeskulturgesetzes liefern konnten. Das Gros der Artikel entstammte entweder direkt der Forschungsarbeit des Bereichs Botanik und Arboretum des Museums für Naturkunde oder konnte im Zusammenhang mit der dortigen Tätigkeit – vor allem der Koordinierung und Organisation der botanischen Erforschung Brandenburgs – akquiriert werden. Eine nennenswerte Besonderheit lag darin, dass die Herausgeber der Gleditschia die Kryptogamenforschung als essentiellen Bestandteil der botanischen Arbeit betrachteten und entsprechenden Beiträgen Raum gaben, was der Zeitschrift eine breite Basis ermöglichte. Beispiele hierfür waren grundlegende Beitragsserien wie etwa Karten zur Pilzverbreitung in Ostdeutschland oder die bryosoziologischen Arbeiten von Rolf Marstaller (1939–2017), die das Profil der Zeitschrift wesentlich mitgeprägt haben.
Nach der deutschen Wiedervereinigung war es aufgrund des nicht mehr vorhandenen DDR-Papierkontingents möglich, den Umfang der Zeitschrift zu erhöhen und so den Manuskriptstau abbauen. Nichtsdestotrotz gestaltete sich ab Mitte der 1990er Jahre die Herausgabe der Gleditschia zunehmend schwieriger. Ursächlich hierfür waren administrative Umstrukturierungen an der Universität, die eine rückläufige Finanzierung zur Folge hatten. Dadurch sanken auch die Kapazitäten und das Publikationsaufkommen der Mitarbeiter für spezielle Botanik und des Arboretums. Da die Kosten des Drucks immer schwieriger zu begleichen waren, nahm der Umfang der Zeitschrift wieder ab und 1996 sah man sich genötigt, nach zwölf Jahren die zweimalige Erscheinungsweise pro Jahr aufzugeben und lediglich wieder einen Band jährlich zu veröffentlichen. Schließlich wurde die Gleditschia im Dezember 2001 – drei Jahre nach Benkerts Pensionierung – aufgrund der Streichung finanzieller Mittel mit der Publikation des 29. Bandes eingestellt. Der Lichenologe und Bryologe Volker Otte, Mitglied des Botanischen Vereins von Berlin und Brandenburg und Mitarbeiter am Senckenberg Museum für Naturkunde Görlitz, bemerkte 2002 in einem Nachruf auf die Zeitschrift wehmütig:
„Sie hinterlässt eine Lücke, die nicht zu schließen sein wird und die für mehrere Themensparten kaum von anderen Publikationsorganen abgedeckt werden kann. Außerdem ist nicht abzusehen, wen sie noch mit ins Grab reißt. Dass der nun jäh abgebrochene Schriftentausch mit den fast 250 Partnern des In- und Auslandes, der der Bibliothek der Humboldt-Universität bisher jährlich einen bedeutenden Schatz an botanischen Tauschzeitschriften zugeführt hat, durch Ankauf der betreffenden Schriftenreihen kompensiert wird, ist in Zeiten leerer Bibliotheksetatkassen ausgeschlossen. Dadurch wird es als weitere schwerwiegende Folge zu einer erneuten Schwächung der Basis der botanischen Forschungsarbeit an Berliner Hochschulen kommen, was vermutlich beabsichtigt ist und nichts Gutes erahnen lässt.“
Auch Volker Kummer, Birgit Seitz und Ralf Schwarz äußerten sich 2018 im Rückblick verbittert dahingehend, dass mit der Einstellung der Gleditschia an der Humboldt-Universität „der Gedanke, dass nur international bedeutsame Forschung zähl[e], [...] endgültig obsiegt“ hätte.